# Akademie U5
Die Akademie U5 war eine private Berufsfachschule für Kommunikations-Design in München. Sie wurde 1967 von Max Condula und Wolfgang Baum gegründet und ist seit dem 1. August 2018 geschlossen.

## Geschichte
Aus ihrer Berufserfahrung als Gebrauchsgrafiker heraus entwickelten Max Condula und Wolfgang Baum die Idee, eine Ausbildung für Werbedesigner anzubieten. Die Ausbildung damals sogenannter „Gebrauchsgrafiker“ sollte an den Wandel des Berufsbildes angepasst werden.
Den Wandel veranschaulicht die gleichzeitige Namensänderung des Berufsverbandes: 1919 als Bund der Deutschen Gebrauchsgrafiker gegründet, nannte er sich ab 1968 Bund Deutscher Grafik-Designer.
1967 wurde die Akademie unter dem Namen „Lehrinstitut für grafische Gestaltung“ von Condula und Baum gegründet. 1968 wurde der Lehrbetrieb in Schwabing aufgenommen. 1972 bis zu seinem Tod 2004 ergänzte Dieter Wünsch als Mitinhaber und Dozent die Geschäftsleitung. Das Lehrinstitut wurde häufig mit dem Kürzel „U5“ bezeichnet, das sich aus der Schwabinger Adresse ergab: Ursulastraße 5. Das Kürzel wurde anlässlich des Umzugs in die Räume des ehemaligen Sudhauses der Unionsbräu offizieller Namensbestandteil.
Die Akademie U5 zählte nach 40 Jahren Lehre 1.574 Absolventen. Mehrere Absolventen erzielten Einträge in den Jahrbüchern des ADC (Art Directors Club).
Unter den mit Preisen ausgezeichneten Absolventen ist Marcello Serpa vermutlich der Bekannteste: Er wurde 1993 als
erster Lateinamerikaner mit dem Grand Prix in Cannes ausgezeichnet.
Der Bayerische Staatsminister für Unterricht und Kultus, Ludwig Spaenle, überreichte Condula am 17. November 2009 das Bundesverdienstkreuz am Bande. Die „Akademie U5“ sei, laut Spaenles Laudatio, „heute die erfolgreichste private Kommunikationsakademie Deutschlands“.
Zu den Dozenten an der U5 zählte der überregional bekannte Typograf Günter Gerhard Lange.
Seit 2014 wurde die U5 von Hans-Peter Albrecht geleitet, nachdem die Gründer Maximilian Condula und Wolfgang Baum 2016 diese endgültig an ihn übereignet haben.
Im Sommer 2017 zog die U5 vom Sudhaus in die Klenzestraße 67 um und hielt einige Lehrveranstaltungen in einem Kino ab.
Die „Akademie U5“ ist Mitglied im MedienCampus Bayern, dem Dachverband für die Medienaus- und -weiterbildung in Bayern.
Im Mai 2018 musste die Hochschule Insolvenz wegen drohender Zahlungsunfähigkeit anmelden. Grund hierfür waren „Forderungen der Stadt München aus einem langjährigen Pachtvertrag“. Die Unstimmigkeiten in Bezug auf eine Rückbauverpflichtung am ehemaligen Standort der U5, dem Sudhaus der Unionsbräu, und die erfolglose Suche nach Interessenten für die Fortführung der Schule führten schließlich zur Einstellung des Betriebs am 1. August 2018. Die meisten Studenten wurden von der Blocherer Schule und der Uni München aufgenommen.

## Fachstudium Kommunikationsdesign

### Aufnahmevoraussetzungen
Mittlere Reife oder Abitur. Bewerber wurden zu einem Gespräch mit einem Mitglied der Akademieleitung eingeladen. Sie brachten dazu Arbeiten mit, die künstlerische Fähigkeiten zeigen.

### Ausbildungsdauer
Das Fachstudium an der Akademie U5 dauerte 6 Semester. Diese waren in drei 2-semestrige Blöcke eingeteilt: Studium Fundamentale, Studium Generale und Studium Professionale, das mit der Diplomarbeit abgeschlossen wird.

### Studieninhalte
Vorlesungen und Projektarbeit vermitteln die Lerninhalte. Im Studium Fundamentale geht es um Theorie und Praxis unter anderem in Illustration, Photographie, Kalligraphie, Typographie, Aktzeichnen, Corporate Identity und Corporate Design. Während des Studium Generale werden Werbekampagnen unter Einsatz von Computer und Drucktechniken erarbeitet. Im Studium Professionale werden Projekte erstellt.
Die Studenten arbeiten mit der Wirtschaft zusammen und bearbeiten Aufträge für große Firmen und gemeinnützige Organisationen wie amnesty international: Zum Beispiel im Rahmen des Projektes „junior agency“ des Gesamtverbandes der Kommunikationsagenturen (GWA) in Kooperation mit BWL-Studenten der Ludwig-Maximilians-Universität München und verschiedenen Werbeagenturen.
„Bewegtbildkommunikation“ ist Bestandteil des Studiums: die Studenten entwickeln das Storyboard eines Kurzfilms und realisieren ihn selbst.

### Studienbeginn
Zum Wintersemester Mitte September und zum Sommersemester Anfang März.

### Berufsbild
Kommunikations-Designer, Grafikdesigner